# Tipula (Pterelachisus) ranee
Tipula (Pterelachisus) ranee is een tweevleugelige uit de familie langpootmuggen (Tipulidae). De soort komt voor in het Oriëntaals gebied.